# Дино Јелусић
Дино Јелусић (Пожега, 4. јун 1992) je хрватски певач, музичар и композитор. Славу је стекао када је на првој Дечјој песми Евровизије у Копенхагену 15. новембра 2003. освојио прво место и тако донео победу Хрватској.
Дино је рођен у 4. јуна 1992. у Пожеги.